# Hendrik III van Gemen

Hendrik III van Gemen (1351-1424) was heer van Gemen, Borken, Vreden, Ramsdorf en Lohn pandheer van de heerlijkheid Bredevoort en Oeding. Hij was een zoon van Johan I van Gemen en diens echtgenote Beatrix van Sobbe.

## Biografie
Hendrik III van Gemen trouwt met de weduwe van Hendrik II van Wisch, Catharina van Bronckhorst (1366-1415). Hiermee raakt hij verwant aan de Gelderse adel. Hendrik wordt door de bisschop van Münster als ambtman aangesteld over de steden Borken, Vreden, Ramsdorf en Lohn. Ook de burcht Oeding krijgt hij in pand. Zijn rol als geldschieter levert hem een mooi aaneengesloten gebied op, dat bijna het oude graafschap Lohn beslaat. In dit gebied dienen de burchten Bredevoort, Gemen en Oeding ter controle van het omringende land.

### Goede banden met Gelre
Als de hertog van Gelre Willem III van Gulik in 1402 overlijdt en opgevolgd wordt door zijn broer Reinoud IV van Gelre blijft de band van Gelre met Gemen bestaan. Hendrik III treedt nog diverse malen op als getuige bij belangrijke gebeurtenissen. Helemaal vrij van oorlogsgeweld blijft Bredevoort in die tijd niet. In 1402 zweert een zekere Johan Wassink aan de hertog van Gelre en de heer van Gemen dat hij een eind aan de strijd maakt en dat hij de heerlijkheden Bredevoort en Gemen geen schade meer zal toebrengen. In 1420 wordt het pandschap van Hendrik III nogmaals bevestigd. In 1424 overlijdt Hendrik III en wordt hij opgevolgd door zijn zoon Johan II van Gemen. In de tweede helft van de vijftiende eeuw verliest zijn kleinzoon Hendrik IV van Gemen weer invloed door een strijd met de bisschop van Münster.

### Huwelijk en kinderen
Uit het huwelijk van Hendrik en Catharina van Bronckhorst zijn de volgende kinderen geboren:
- Barbara van Gemen (ca. 1393 - voor 8 juli 1414). Zij trouwde in Gemen op 30 mei 1409 met Johan, heer van Culemborg, Werth, de Lek en Beusichem (Culemborg ca. 1374 - 1 april 1452)
- Johan II van Gemen (ca. 1394 - na 8 maart 1458)
- Catharine van Gemen (ca. 1409 - voor 1493)